# Tabebuia heterophylla
Espèce
Tabebuia heterophylla est une espèce de plantes à fleurs de la famille des Bignoniaceae. C'est un arbre de 15 à 20 mètres de haut originaire des Antilles. Connu sous le nom de poirier,  poirier-pays ou poirier blanc, aux Antilles françaises, il est proche du Tabebuia pallida, une espèce endémique des Petites Antilles.

## Synonymes
- Bignonia leucoxylon   L.   1838   Sp. Pl. 1: 624 (1753), non Sp. Pl. ed. 2 (1763), non Tabebuia leucoxyla DC. [ 1298 - 3013 ]
- Bignonia pentaphylla   L.   1763   Sp. Pl. ed. 2, 870 [ 1306 - 3013 ]
- Tabebuia pentaphylla   (L.) Hemsl.   1882   Biol. Centr.-Amer. 495 [ 10195 - 3013 ]
- Tecoma eggersii   Kränzl.   1921   Repert. Spec. Nov. Regni Veg. 17: 219 [ 10255 - 3013 ]
- Tecoma pentaphylla   (L.) A.P. DC.

## Étymologie
Le nom vernaculaire de poirier utilisé aux Antilles, vient de son fruit qui ressemble à une gousse de petits pois, dit en créole poïer, retranscrit poire.

## Description
C'est un arbre décidu pouvant atteindre 20 m de haut, au tronc crevassé longitudinalement.
Les feuilles composées digitées sont formées de (3-) 5 folioles, subcoriaces, variables en forme et dimensions, la terminale plus grande que les autres. Chaque foliole a une base obtuse ou arrondie et un apex obtus ou émarginé.
Les inflorescences terminales sont des panicules souvent réduites à 1 ou 2 grandes fleurs. Le calice tubulaire fait de 7 à 12 mm. La corolle infundibuliforme,  de 4-7 cm est largement évasée, rose à mauve, lobée.
Le fruit est une longue capsule à 2 valves, pendante, linéaire, grêle, de 12-27 × 1 cm, à l'apex atténué. Les graines sont largement ailées. La fructification s'étale sur toute l'année.

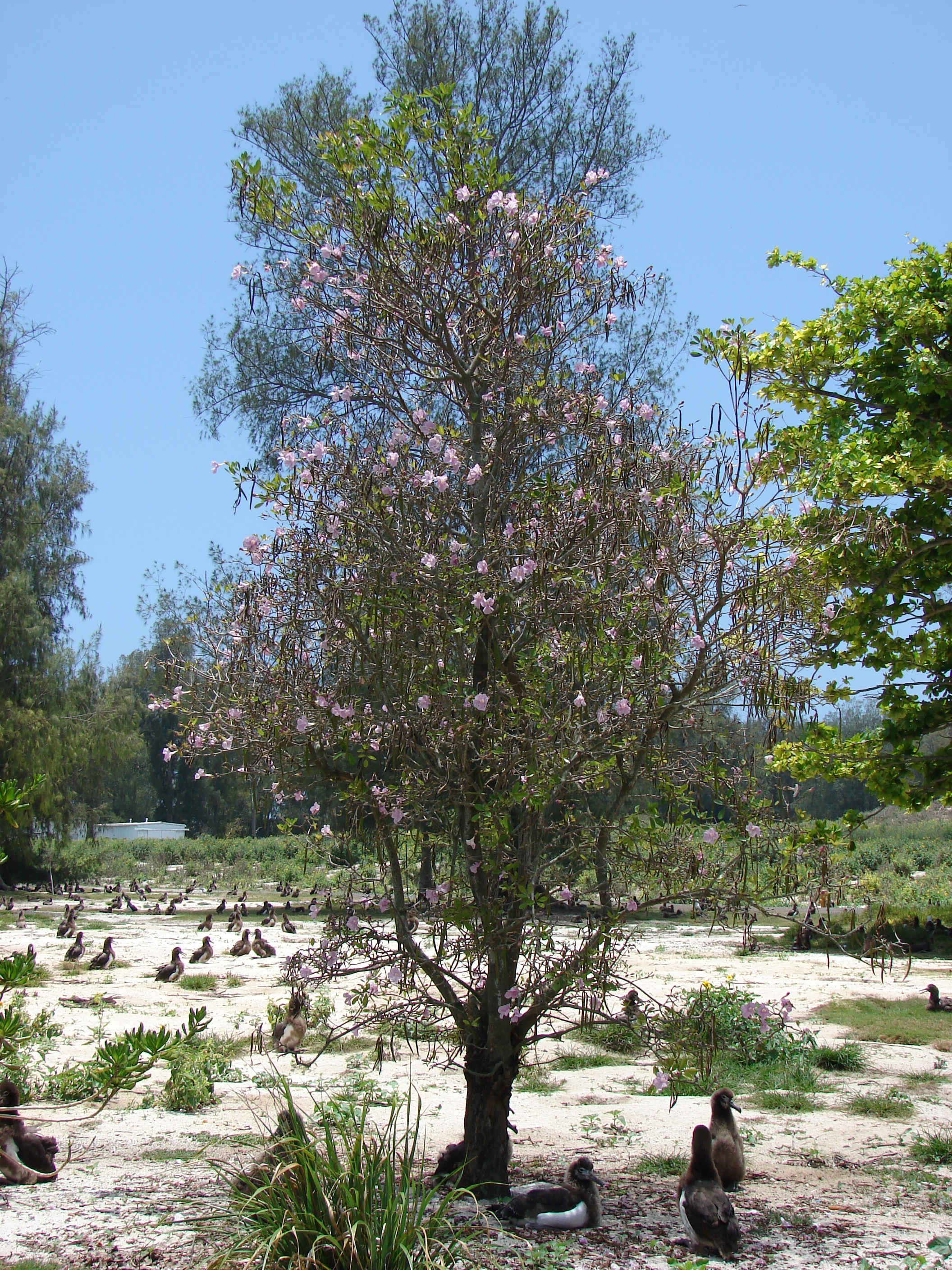
Jeune arbre à Midway.
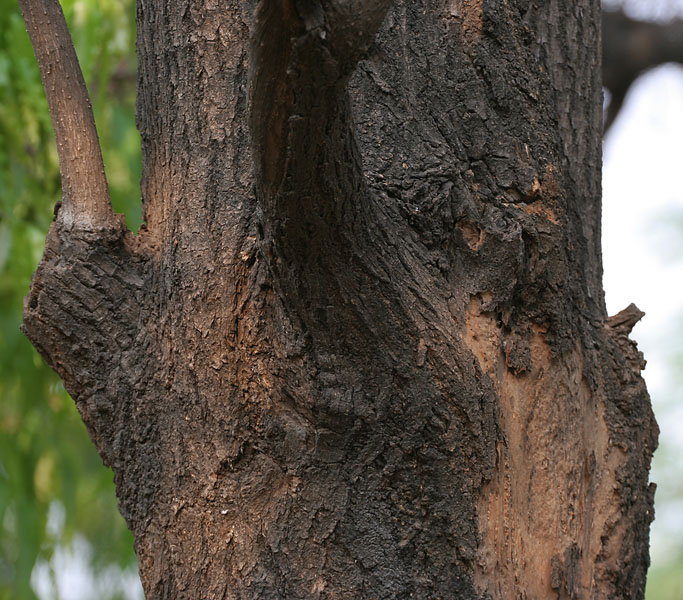
Tronc à l'écorce crevassée.
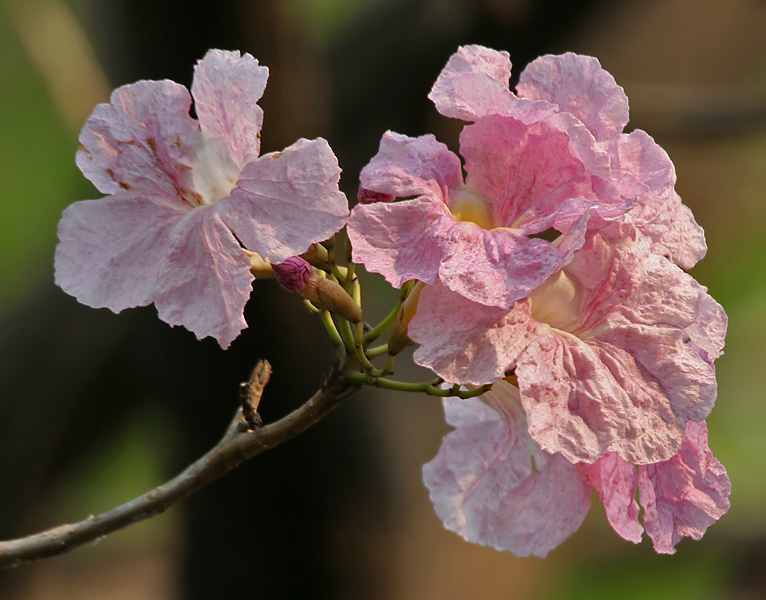
Fleurs.
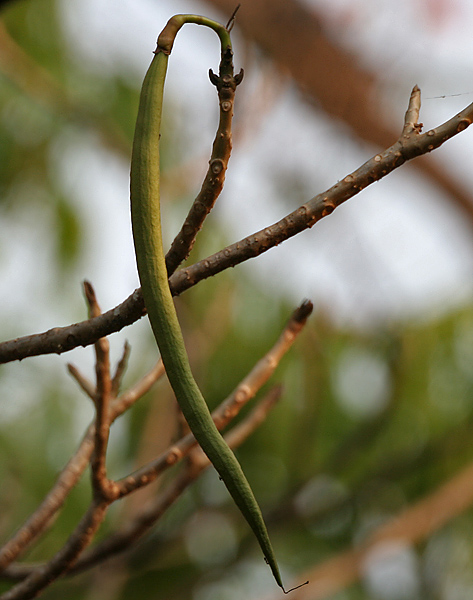
Fruit.
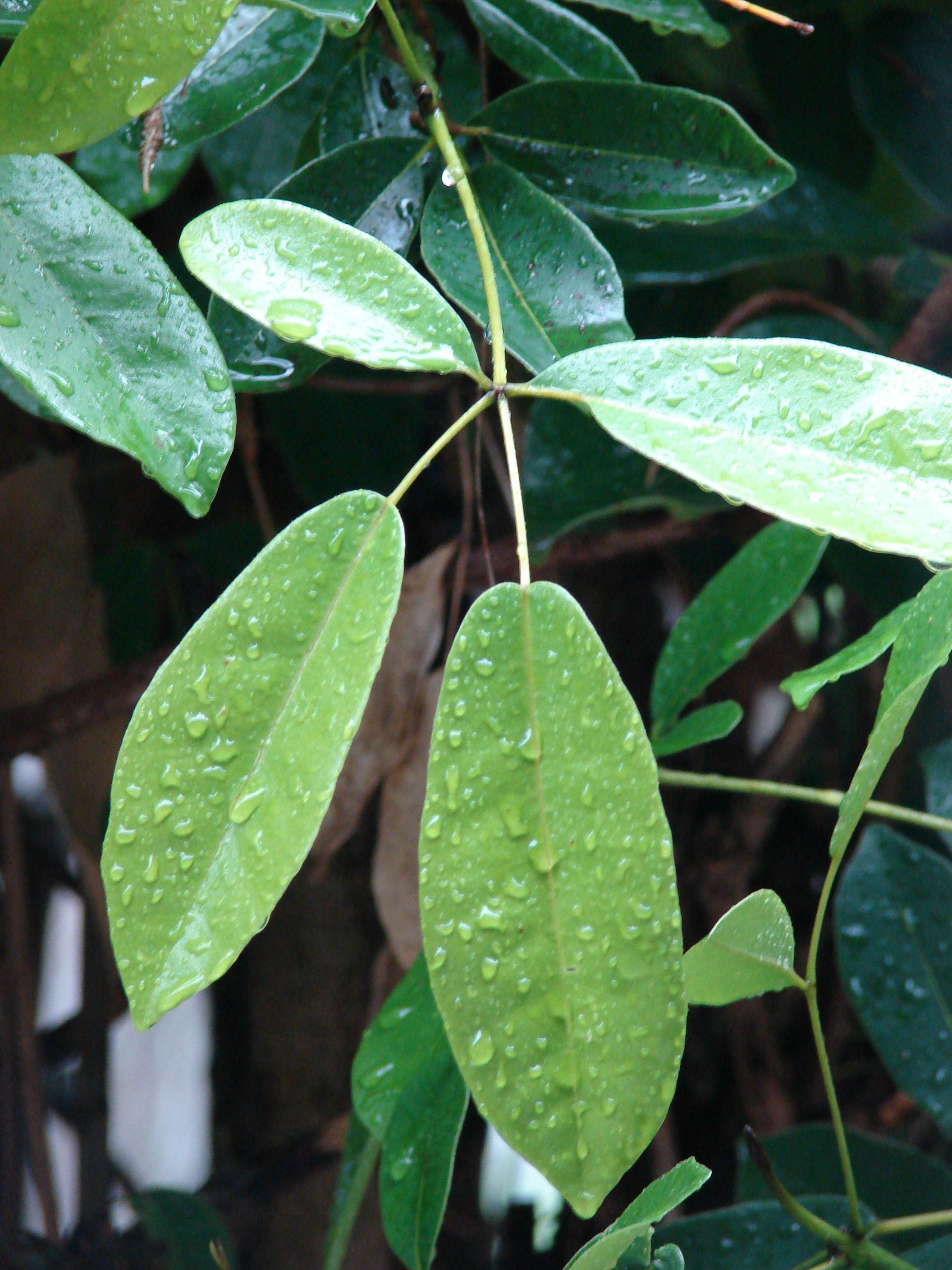
Feuille.

## Écologie
Tabebuia heterophylla affectionne les zones sèches et moyennement humides.
Il est très commun aux Antilles françaises. On le trouve sur toutes les Antilles jusqu'en Floride.

## Utilisations
Le bois de texture fibreuse est prisé en ébénisterie. Aux Antilles, il servait à la confection des canots, des moulins à manioc, des jantes de roues de charrette.
Les Tourterelles consomment leurs graines.